# 2688 Halley
För andra betydelser, se Halley (olika betydelser).
2688 Halley eller 1982 HG1 är en asteroid i huvudbältet som upptäcktes den 25 april 1982 av den amerikanske astronomen Edward L.G. Bowell vid Anderson Mesa Station. Den är uppkallad efter den brittiske astronomen Edmond Halley.
Asteroiden har en diameter på ungefär 21 kilometer och den tillhör asteroidgruppen Themis.